# Mom’s the Word
Mom's the Word («Слово мамы») — двенадцатая серия двенадцатого сезона мультсериала «Гриффины». Премьерный показ состоялся 9 марта 2014 года на канале FOX.

## Сюжет
Лоис предупреждает Питера о том, что есть сырые продукты очень вредно, но Питер её не слушает, о чем совсем скоро жалеет — на работе у него сильно болит живот в результате чего он обкакался на работе и домой возвращается уже без штанов. Дома его ждут Гленн, Джо и вся семья для того, чтобы сообщить страшную новость(Питер думал что они уже и так знают про "косяк на работе" и про другие косяки): мать Питера, Тельма Гриффин, мертва.
Совсем скоро проходят похороны, на которых Стьюи уверенно заявляет Брайану, что он никогда не умрет. Но Брайан говорит, что все рано или поздно умирают, таков закон природы. У Стьюи начинается паника, он просит Брайана рассказать о том, какая религия верит в существование жизни после смерти. После экскурсии по католической, буддистской и иудаистской церквям, Брайан говорит, что сам не верит в существование жизни после смерти, что мир — скопление костей и не более. С этими словами он укладывает Стьюи спать, который еще более напуган смертью. Он решает покончить с собой, чтобы не ждать приближения смерти...
Тем временем к Питеру в гости заходит Эвелин, которая представляется лучшей подругой его покойной матери. Она обещает провести время с Питером, поговорить о Тельме. Поначалу времяпровождение с Эвелин очень нравится Питеру: она словно стала для него новой мамой, но совсем скоро Эвелин пытается поцеловать Питера, и тогда становятся ясны мотивы Эвелин. Расстроенный Питер приходит на могилу матери, скоро туда подходит подруга Тельмы, которая искренне извиняется перед Питером за попытки его соблазнить после смерти собственного мужа, Вальтера. Питер обнимает Эвелин, но немного не рассчитывает силы, и та падает замертво. Питер, как ни в чем не бывало, укладывает её на лавочку и убегает.
Стьюи никак не может решить, как же ему убить себя — ничто не помогает, и вот когда он уже стоит на подоконнике и готовится спрыгнуть, в комнату вовремя врывается Брайан, который говорит, что жизнь — неожиданная вещь, всегда происходит что-то новое, этими моментами и стоит жить. Стьюи решает писать песни, приглашает Брайана на свой концерт, где через некоторое время Брайан говорит, что передумал, и предлагает Стьюи застрелиться.

## Рейтинги
- Рейтинг эпизода составил 2.2 среди возрастной группы 18—49 лет.
- Серию посмотрело порядка 4.56 миллиона человек.
- Эпизод стал самым просматриваемым в эту ночь Animation Domination на FOX, победив по количеству просмотров новые серии "Симпсонов", «Бургеры Боба» и "Американского Папаши!".[1]

## Критика
Критики из A.V. Club дали эпизоду оценку C+, поясняя свой выбор так: «Этот эпизод получился еще более странным, чем другие — кроме вставок (которых, кстати говоря, здесь больше, чем в другом эпизоде), сценаристы вставляют шутки начиная от зловещего клоуна, зависшего над похоронным бюро, заканчивая Джо, которому сам Бог дал право встать на ноги один раз, и он использует это право, чтобы оставить Питера и Эвелин. Такого рода нелогичный порядок вещей, высокая концентрация несвязных шуток делает невозможным обратить на него внимание...»  Специалисты также отметили, что более интересным в эпизоде является сюжетная линия Брайана и Стьюи.